# Jeevodaya
Jeevodaya (wym. dźiwodaja, świt życia) – Ośrodek Rehabilitacji Trędowatych (Social and Leprosy Rehabilitation Centre), placówka leczniczo-wychowawcza obejmująca swoją troską osoby dotknięte trądem i członków ich rodzin.
Ośrodek mieszczący się w Indiach w stanie Chhattisgarh założył w 1969 polski misjonarz i lekarz ks. Adam Wiśniewski pallotyn. Od 1989 w Jeevodaya pracuje świecka misjonarka dr Helena Pyz z Warszawy.
Jeevodaya (w sanskrycie "świt życia") prowadzi: stałą przychodnię dla trędowatych i ubogiej ludności na swoim terenie, dwie przychodnie wyjazdowe oraz organizuje pomoc medyczną w koloniach dla trędowatych. W 10-klasowej szkole uczy się 450 dzieci z rodzin dotkniętych trądem. Dzieci mieszkają w internacie na terenie Ośrodka i otrzymują w nim całkowite utrzymanie, Jeevodaya wspiera też finansowo absolwentów kontynuujących naukę na kursach zawodowych i uniwersytetach. Pracownicy Ośrodka to głównie wyleczeni trędowaci, a oprócz nich i ich rodzin w Jeevodaya przebywa grupa sierot i dzieci specjalnej troski.
Opiekę duszpasterską nad Ośrodkiem sprawują induscy pallotyni.
Ośrodek jest placówką charytatywną: utrzymuje się z ofiar z Polski (w celu ich zbierania został powołany Sekretariat Misyjny Jeevodaya w Warszawie, który prowadzi m.in. akcję Adopcja serca) oraz innych krajów Europy i Świata.